# Dobro Polje, Boljevac
Dobro Polje (izvirno srbsko Добро Поље) je naselje v Srbiji, ki upravno spada pod Občino Boljevac; slednja pa je del Zaječarskega upravnega okraja.

## Demografija
V naselju živi 365 polnoletnih prebivalcev, pri čemer je njihova povprečna starost 51,3 let (48,5 pri moških in 53,9 pri ženskah). Naselje ima 147 gospodinjstev, pri čemer je povprečno število članov na gospodinjstvo 2,82.
Prebivalstvo je večinoma nehomogeno, a v času zadnjih treh popisov je opazno zmanjšanje števila prebivalcev.
|  |

| Demografija | Demografija     | Demografija     |
| Leto        | Št. prebivalcev | Št. prebivalcev |
| ----------- | --------------- | --------------- |
|             |                 |                 |
|             |                 |                 |
|             |                 |                 |
|             |                 |                 |
| 1948        | 1065            |                 |
| 1953        | 1064            |                 |
| 1961        | 998             |                 |
| 1971        | 917             |                 |
| 1981        | 756             |                 |
| 1991        | 590             | 561             |
| 2002        | 464             | 415             |
|             |                 |                 |

| Etnična sestava po popisu iz leta 2002 | Etnična sestava po popisu iz leta 2002 | Etnična sestava po popisu iz leta 2002 | Etnična sestava po popisu iz leta 2002 | Etnična sestava po popisu iz leta 2002 |
| -------------------------------------- | -------------------------------------- | -------------------------------------- | -------------------------------------- | -------------------------------------- |
| Srbi                                   | Srbi                                   |                                        | 204                                    | 49,15%                                 |
| Vlahi                                  | Vlahi                                  |                                        | 150                                    | 36,14%                                 |
| Jugoslovani                            | Jugoslovani                            |                                        | 5                                      | 1,20%                                  |
| Romi                                   | Romi                                   |                                        | 1                                      | 0,24%                                  |
| Neznano                                | Neznano                                |                                        | 2                                      | 0,48%                                  |